# Miloš Kovačević
Miloš Kovačević est un footballeur serbe né le 31 mars 1991 à Vrbas. Il évolue au poste de milieu défensif.

## Biographie
Miloš Kovačević évolue en Serbie, en Lituanie, en Arménie, au Monténégro, et aux Maldives.
Il joue 31 matchs en première division serbe, 38 matchs dans le championnat de Lituanie, 8 matchs dans le championnat d'Arménie, et 11 matchs dans le championnat du Monténégro.
Il participe à la Ligue des champions d'Asie lorsqu'il joue aux Maldives avec l'équipe de Maziya.